# E alla fine si incontrano
E alla fine si incontrano (The Simpsons Guy) è il primo episodio della tredicesima stagione della serie televisiva animata I Griffin, nonché il 232º episodio in totale.
L'episodio, che dura 44 minuti e che viene diviso in due puntate, costituisce un crossover con lo show televisivo animato de I Simpson. L'episodio è stato scritto da Patrick Meighan e diretto da Peter Shin. È andato in onda negli Stati Uniti per la prima volta il 28 settembre 2014 sul canale televisivo FOX, che è appunto il canale di messa in onda di entrambe le sitcom animate fin dal loro debutto.

## Trama
In questo episodio, la famiglia Griffin incontra i Simpson dopo che i primi hanno subito il furto della propria automobile proprio alle porte di Springfield, la città dei Simpson. Dopo che i Griffin ritrovano la macchina, Peter viene citato in giudizio da Homer in quanto impiegato del birrificio di Quahog, il Pawtucket Patriot Brewery, a seguito della scoperta da parte di Homer che la birra prodotta nella cittadina dei Griffin è una copia non autorizzata della celebre birra Duff di Springfield. Intanto, Stewie, nonostante abbia catturato i nemici di Bart, cerca di diventare amico di quest’ultimo, che però non accetta di buon grado il suo bizzarro comportamento.

## Produzione
L'idea per questo episodio crossover fu suggerita dal produttore esecutivo dei I Griffin Richard Appel (già scrittore per la serie de I Simpson). L'episodio è stato annunciato dalla FOX nel luglio del 2013 e accolto in maniera mista dalla critica.

### Sviluppo
L'idea per un episodio crossover con I Simpson fu inizialmente proposta durante la pianificazione della tredicesima stagione de I Griffin. Il produttore esecutivo Richard Appel ricevette il consenso da parte del creatore dello show I Griffin Seth MacFarlane dopo una riunione di brainstorming. Successivamente Appel chiese e ottenne il consenso a utilizzare i personaggi de I Simpson da parte dei produttori esecutivi di questo show Matt Groening, James L. Brooks e Al Jean.
Gli sceneggiatori de I Griffin presero in considerazione diverse idee per la stesura della storia dell'episodio, inclusa una in cui la famiglia Griffin sta con Lenny e Carl senza mai incontrare i Simpson, e un'altra che avrebbe visto le due serie animate come frutto dell'immaginazione di Ralph Winchester. Quando fu presentato lo script finale allo staff dello show, Appel espresse perplessità riguardo alla durata complessiva dell'episodio.

## Accoglienza
L'episodio è stato visto da circa 8,5 milioni di persone. Ha ricevuto recensioni contrastanti. Daniele Rielli su Linkiesta ha criticato il crossover affermando che lo stile delle serie è diverso, e in questo episodio si è rinunciato completamente a quello dei Simpson, a favore -ad esempio- della maggior violenza tipica dei Griffin. Secondo Ellen E. Jones (The Independent) dall'episodio emerge la superiorità dei Simpson sui Griffin.